# Сенглеа
Сенглеа (малт. Senglea, званично Città Invicta) је један од 11 званичних градова на Малти. Сенглеа је истовремено и једна од 68 општина у држави.

## Природни услови
Град Сенглеа смештен је на северној обали острва Малта и удаљен је од главног града Валете 7 километара источно.
Насеље се развило на југоисточној обали Велике луке, најважнијег залива на острву, на омањем полуострву. Подручје града је веома мало - 0,2 км², са покренутим тереном (0-25 м надморске висине).

## Историја
Подручје Сенглее било је насељено још у време праисторије и било је активно у старом и средњем веку, али није имало већи значај до 16. века.
Данашње насеље вуче корене од велике опсаде острва од стране Турака 1565. године. После тога, владари Малте, Витезови светог Јована, изградили су на овом месту утврђено насеље, чији се обим није много мењао током каснијих епоха и владара (Наполеон, Велика Британија).
Град је веома страдао од нацистичких бомбардовања у Другом светском рату, али је после тога обновљен.

## Становништво
Становништво Сенглее је по проценама из 2008. године бројало нешто преко 3 хиљада становника, што знатно мање него пре једног века. Истовремено је Сенглеа најгушће насељена општина на Малти и једна од најгушће насељених у целој Европи - преко 15.000 ст./км².

## Галерија
- Поглед на Биргу из Валете
- Панорама Сенглее
- Градска катедрала
- Градска тврђава